# Recinte Cementiri de Montblanc
El Recinte Cementiri de Montblanc és una obra del municipi de Montblanc (Conca de Barberà) inclosa en l'Inventari del Patrimoni Arquitectònic de Catalunya.

## Descripció
El tancament del recinte del cementiri municipal de Montblanc desenvolupa un mur molt senzill rematat amb cornisa de tres ales i sis franges d'arrebossat. La porta principal s'allunya una mica de la sobrietat del neoclassicisme, amb arc de mig punt centrat per l'escut de la vila. L'arrebossat simula unes dovelles regulars sobre les que se situen dues falses pilastres amb sengles capitells. Aquests mostren una part superior inspirada en l'ordre corinti i una base de formes d'inspiració egípcia. Les pilastres estan decorades amb elements decoratius en forma de tiges estilitzades. Remata el conjunt una cornisa amb una elevació amb la figura de la Verge.

## Història
Originalment hi havia el vell fossar de Sant Miquel, substituït pel cementiri provisional que s'havia fet al costat de l'exconvent de la Mercè l'any 1845 però es va considerar insuficient, i el maig del 1883 els responsables municipals van proposar la construcció d'un cementiri definitiu. Els diners necessaris per fer l'obra es van aconseguir venent uns terrenys sobrants de la via pública i d'altres cedits per Josep M. Aguiló i Molins, a canvi d'un nínxol principal i el seu nom com a nom d'un carrer de la vila. Una propietat del notari Carles Monfar i Cantons, a la partida de la "Canta- roella" es va considerar una bona localització. El tarragoní Ramon Minguella i Rubió va fer el projecte d'obres, el paleta Maties Anglès i Castellet va fer la feina ràpidament, i el 24 de juny de 1887 es va poder inaugurar el nou Cementiri General amb gran solemnitat. El cost d'adquisició dels terrenys i de construcció del cementiri fou de 28.000 ptes.
El recinte del cementiri es va fer d'una capacitat adequada a la població, cosa que ha fet que es pugui seguir utilitzant avui en dia.